# Хубулов, Валерий Николаевич
Вале́рий Никола́евич Хубу́лов (осет. Хуыбылты Никъалайы фырт Валери; 6 ноября 1966, Цхинвал — 31 мая 1998, Владикавказ) — первый министр обороны Республики Южная Осетия (1993—1996).

## Биография
Родился 6 ноября 1966 года в Цхинвали. В 1983 году окончил Цхинвальскую среднюю школу № 9 и поступил на физико-математический факультет ЮОГПИ. В 1984—1986 годах служил в Советской Армии, после увольнения в запас продолжил учёбу в пединституте и в 1990 году его окончил. В том же году стал Президентом Молодёжного центра «Фарн».
Работал токарем на Цхинвальском заводе «Электровибромашина». В 1991 году избран первым секретарём Юго-Осетинского обкома ЛКСМ и членом ЦК ВЛКСМ.
Христианин.

### Грузино-осетинский конфликт
С первых дней конфликта был одним из руководителей отрядов самообороны, способствовал организации сопротивления грузинским силам.
В 1992 году — участник подписания Сочинских соглашений по урегулированию грузино-осетинского конфликта. Принимал участие в совещаниях Смешанной Контрольной Комиссии, где зачастую его мнение становилось определяющим. Начиная с Дагомыса, он являлся непременным участником переговорного процесса.
Воевал в Абхазии, где был награждён высшей наградой — орденом Леона.
В 1993 году под его началом создано Министерство Обороны РЮО, которым он руководил до середины 1996 года. Одновременно с 1994 года — заместитель Председателя Правительства РЮО.
С 1994 по 1998 год — член Смешанной Контрольной Комиссии по урегулированию грузино-осетинского конфликта.

## Гибель
31 мая 1998 года напротив владикавказского рынка «Алан» автомашина ВАЗ-2107 поравнялась с «Мерседесом» Хубулова и двое неизвестных (молодые люди в камуфляжной форме) открыли по нему огонь из автоматического оружия. Когда «Мерседес» остановился, убийцы дали ещё по одной очереди, проехали около километра и во дворе одной из владикавказских школ взорвали свою машину, пересели в другую и скрылись. По утверждению Прокуратуры Северной Осетии, преступление было совершено на высоком профессиональном уровне.
В 2010 году посмертно награждён орденом «Уацамонга» Республики Южная Осетия.